# رامون تراتس
رامون تراتس (انگلیسی: Ramon Terrats؛ زادهٔ ۱۸ اکتبر ۲۰۰۰) بازیکن فوتبال اهل اسپانیا است که در پست هافبک میانی برای باشگاه ویارئال در لا لیگا بازی می‌کند.